# Атира (жертвоприношение)
‘Ати́ра (араб. عتيرة‎) — жертвоприношение козла, которое совершали арабы-многобожники во «времена невежества» в последние десять дней месяца раджаб. Было дозволено в первые годы ислама, однако затем было отменено. Жертвенные животные назывались «раджабийя».
Арабы-многобожники приносили жертву языческим богам либо в качестве благодарности после совершения молитвы об увеличении поголовья скота, либо после того, как количество скота превысит сотню. Кровь жертвенного животного мазалось на голову идола. Происхождение атиры близко связано с жертвой, которая имела место во время малого хаджа (умры), а также с еврейская пасхой и обрядом отпущения козла в иудаизме. Жертвоприношение отменено пророком Мухаммадом.